# Bubo
Bubo, llamados búhos cornudos (América) o búhos reales (Eurasia), es un género de aves estrigiformes de la familia Strigidae que cuenta con más de veinte especies distribuidas en muchas partes del planeta.  Entre los miembros de este género están los búhos de mayor tamaño.

## Especies
Las especies en orden alfabético son:
- Bubo africanus Búho manchado
- Bubo ascalaphus Búho del desierto
- Bubo bengalensis Búho bengalí
- Bubo blakistoni Búho de Blakiston
- Bubo bubo Búho real
- Bubo capensis Búho del Cabo
- Bubo cinerascens Búho ceniciento
- Bubo coromandus Búho de Coromandel
- Bubo lacteus Búho lechoso
- Bubo leucostictus Búho Akún
- Bubo magellanicus Búho magallánico
- Bubo nipalensis Búho de Nepal
- Bubo philippensis Búho filipino
- Bubo poensis Búho de Guinea
  - Bubo poensis vosseleri[1] Búho de Usambara
- Bubo scandiacus Búho nival
- Bubo shelleyi Búho barrado
- Bubo sumatranus Búho malayo
- Bubo virginianus búho cornudo 
  - Bubo virginianus nacurutu búho cornudo grande o ñacurutú

Similarmente, los cuatro búhos pescadores antes en el género Ketupa fueron movidos provisionalmente a Bubo también: 
- Bubo blakistoni búho pescador manchú o Blakiston
- Bubo zeylonensis búho pescador de Ceilán
- Bubo flavipes búho pescador leonado
- Bubo ketupu búho pescador malayo

Sin embargo, los datos de Olsen et al. (2002) sugieren que para hacer al género monofilético, las especies del género Scotopelia búhos pescadores  deberían necesitar ser  incluidas en Bubo:
- Bubo peli cárabo pescador común
- Bubo ussheri cárabo pescador rojizo
- Bubo bouvieri cárabo pescador vermiculado

Por otro lado, el género ahora es muy grande y mal definido.  Otra posibilidad, es reconocer que Bubo en un sentido expandido pareciese consistir en clados,  uniendo a los cárabos pescadores en Ketupa y moviendo algunas spp. aberrantes Bubo como el Bubo sumatranus en este género también (Olsen et al., 2002).

### Registros fósiles
Los supuestos búhos orejudos del Eoceno Tardío/Oligoceno Temprano "Bubo" incertus y "Bubo" arvernensis están ahora en el género de lechuzas  fósiles Nocturnavis y Necrobyas, respectivamente. "Bubo" leptosteus es ahora reconocido como primitivo estrígido en el género Minerva (género) (formalmente Protostrix). "Bubo" poirreiri del Oligoceno Tardío o del Mioceno Temprano en Saint-Gérard-le-Puy, Francia, está ahora en Mioglaux.
Fósiles nombrados retenidos en este género son:
- Bubo florianae (Mioceno Tardío,  Csákvár, Hungría) - tentativamente puesto aquí
- Bubo binagadensis (Pleistoceno Tardío,  Binagady, Azerbaiyán)

Fósiles no descritos de búhos cornudos prehistóricos fueron recuperados de depósitos del Plioceno Tardío en Senèze, Francia (Lambrecht 1933:616), y de sediemntos del Pleistoceno Tardío de la Caverna de San Josecito, México (Steadman et al. 1994).  Además han sido descritas algunas paleosubespecies. El búho del Pleistoceno Sinclair de California, Bubo sinclairi, puede ser una paleosubespecie del Bubo virginianus búho cornudo grande (Howard 1947), mientras Bubo insularis (Ardeola 51:91) sea probablemente una sinonimia júnior de la paleosubespecie cárabo pescador pardo  Bubo zeylonensis o Ketupa zeylonensis  (Mlíkovský 2002).  El UMMP V31030, una escápula de la Formación Rexroad (Plioceno Tardío) de Kansas (EUUU), sin poderse  concluir en asignar a ninguno de los actuales géneros o a Strix (Feduccia 1970).
Por otro lado, el supuesto fósil Ardeidae Ardea" lignitum (Plioceno Tardío de Alemania) fue aparentemente un búho que ajusta a este género o más probablemente hacia aquí (Olson 1985:167).